# C-Klasse (1914)
Die C-Klasse war eine Klasse von 28 Leichten Kreuzern der Royal Navy. Die Schiffe entstanden ab 1913 in sieben Gruppen, die als Caroline-, Calliope-, Cambrian-, Centaur-, Caledon-, Ceres- bzw. Carlisle-Klasse bezeichnet wurden. Die Schiffe waren für den Einsatz in der Nordsee konstruiert und eine Weiterentwicklung der Scout Cruiser der Arethusa-Klasse. Als erster Kreuzer der Klasse kam am 4. Dezember 1914 die Caroline in den Dienst der Navy, der 1915 acht weitere Kreuzer folgten. Im Ersten Weltkrieg wurden 23 Schiffe der Klasse fertiggestellt.
An der Schlacht am Skagerrak 1916 nahmen acht Kreuzer der Klasse teil, von denen die als Führungskreuzer der 11th destroyer flotilla eingesetzte Castor 13 Tote und 23 Verwundete beklagte und das Flaggschiff der 4th light cruiser squadron, Calliope, zehn Tote und neun Verwundete. Schiffe der Klasse waren auch an anderen Gefechten beteiligt, aber keiner der Kreuzer ging verloren.

Bei der Unterstützung der Baltischen Staaten im Kampf um ihre Unabhängigkeit, kam es am 5. Dezember 1918 in der Ostsee zum ersten Verlust eines Kreuzers der Klasse, als die Cassandra auf dem Weg von Libau nach Tallinn auf eine Mine stieß und sank. Bis auf 10 Mann konnten die Zerstörer Westminster und Vendetta die Besatzung retten. In den folgenden Jahren waren die Kreuzer vor allem bei der Atlantic Fleet und der Mediterranean Fleet im Einsatz, einige aber auch auf anderen Stationen wie der East Indies Station und der China Station.
Als erstes Schiff der Klasse wurde die Cordelia 1923 ausgesondert und zum Abbruch verkauft. Ab 1930 folgten dann die Schiffe der vier ersten Untergruppen.
1936 begann der Umbau der Kreuzer zu Flugabwehrkreuzern. Bei Ausbruch des Zweiten Weltkriegs waren noch dreizehn Kreuzer im Dienst der Navy, von denen vier zu Flakkreuzern bereits umgebaut waren; zwei befanden sich im Umbau. Die nicht umgebauten sieben Kreuzer wurden wieder aktiviert und zu Handelsschutz- und Blockade-Aufgaben herangezogen. Im Verlauf des Zweiten Weltkriegs wurden 1942/43 noch zwei weitere Schiffe zu Flakkreuzern umgebaut. Mit Curlew, Calypso, Calcutta, Cairo, Coventry und Curacoa sanken sechs Schiffe im Zweiten Weltkrieg, dazu wurde die Carlisle irreparabel beschädigt. Die verbliebenen Schiffe wurden bis 1948 ausgesondert und abgebrochen.
Heute ist nur noch die Caroline als Museumsschiff vorhanden. Der seit 1924 in Belfast als stationäres Drillschiff der Reservisten genutzte Kreuzer ist das einzige noch vorhandene Kriegsschiff, das an der Seeschlacht am Skagerrak 1916 teilgenommen hat.

## Caroline-Klasse
Die Kreuzer der Caroline-Unterklasse wurden im Juli/August 1913 bestellt. Sie waren die ersten sechs von acht im Haushalt 1913 genehmigten „light armoured cruisers“, die 1914/15 vom Stapel liefen und 1915 zur Flotte kamen.

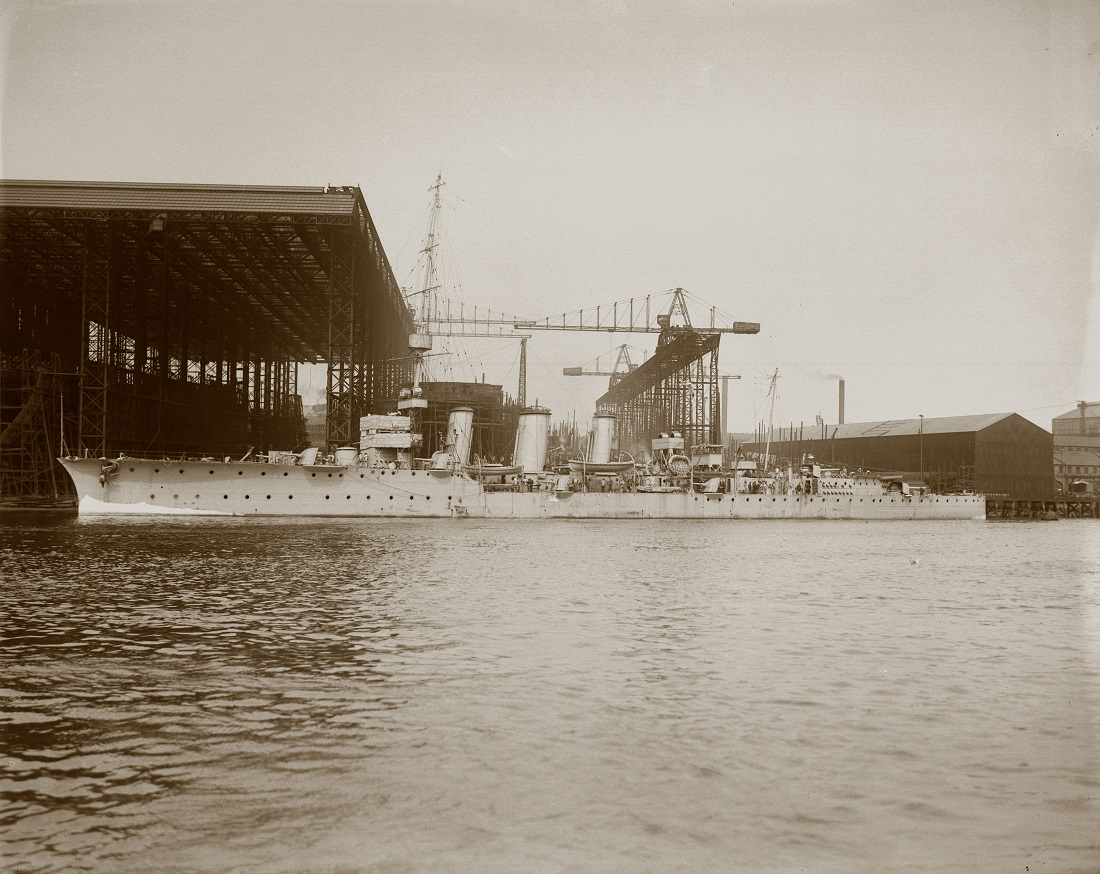
Die Comus vor der Bauwerft

Die Schiffe waren um drei Meter verlängerte und etwas verbreiterte Varianten der Arethusa-Klasse. Die 40.000 PS-Dampfturbinenanlage auf vier Wellen entsprach auch weitgehend der der Vorgänger. Bis auf die mit Brown-Curtis-Turbinen ausgestattete Carysfort waren die anderen Schiffe mit Parsons-Turbinen ausgerüstet. Zur Dampferzeugung erhielten die Schiffe acht Yarrow-Kessel. Als einzige Untergruppe der C-Klasse hatten die Caroline-Kreuzer drei Schornsteine wie ihre Vorläufer.
Die sechs Kreuzer verdrängten 4219 t, waren 135,9 m lang und 12,6 m breit. Sie hatten eine Höchstgeschwindigkeit von 28,5 Knoten (kn), eine Reichweite von bis zu 5900 sm bei 10 kn Marschgeschwindigkeit.
Bewaffnet wurden die Kreuzer mit zwei 152-mm-L/45-Mk.XII und acht 102-mm-L/45-Mk.V Kanonen, einem 76-mm-L/23-13pdr 6cwt-Mk.V Geschütz, vier 47-mm-L/40-3pdr-Mk.I Hotchkiss Kanonen sowie zwei Zwillings-533-mm-Torpedorohrsätzen. Die beiden 6-inch-(152 mm)-Geschütze standen am Heck übereinander, die acht 4-inch-(102 mm)-Geschütze waren am Bordrand auf dem Vorschiff, zwischen den Schornsteinen und nahe der Scheinwerferplattform aufgestellt. Diese Bewaffnung wurde während des Krieges bei den Schiffen der Unterklasse mehrfach und unterschiedlich verändert.

Der Panzerschutz der Schiffe hatte eine Stärke von 25 bis 76 mm. Der Kommandoturm war auch mit 76 mm gepanzert, die Schutzschilde der Hauptartillerie waren 102 mm stark.
Die Besatzung der Kreuzer umfasste 301 bis 325 Mann.
Am 24. März 1916 wollte die Harwich Force mit dem Seeflugzeugträger Vindex einen Angriff auf die deutsche Luftschiffbasis in Tondern durchführen, griff aber tatsächlich Hoyer an. Auf dem Rückmarsch entdeckte die als Flaggschiff des Verbandes eingesetzte Cleopatra das deutsche Torpedoboot G 194, das in den britischen Verband geraten war. Der Kommandant der Cleopatra entschied sich, das deutsche Boot zu rammen, ehe dies die Situation erkannte. G 194 wurde in zwei Teile getrennt und sank. Die Cleopatra geriet durch dieses Manöver direkt vor den Bug der Undaunted, die bei dem Zusammenstoß der Kreuzer sehr schwere Schäden erlitt und nur mühsam eingebracht werden konnte.
Am 25. April 1916 wurde die Conquest bei der Verfolgung der deutschen Schlachtkreuzer nach der Beschießung von Lowestoft und Great Yarmouth von einer 30,5-cm-Granate getroffen. 25 Besatzungsmitglieder starben, weitere 15 wurden erheblich verletzt. Zur Seeschlacht am Skagerrak, an der die Schwesterschiffe Cordelia, Comus und Caroline teilnahmen, war das Schiff nicht einsatzbereit.

Die einzigen Drei-Schornsteiner der C-Klasse wurden alle noch nach Ende des Weltkriegs genutzt und vor allem bei der Atlantic Fleet eingesetzt. Als letzter Kreuzer der Untergruppe schied im Juni 1930 die Comus bei der „2nd Cruiser Suadron“ aus dem aktiven Dienst.
Mit der Cordelia wurde im Juli 1923 nur 15 Monate nach der Indienststellung des letzten Schiffs der C-Klasse schon das erste Schiff zum Abbruch verkauft. Mit der Caroline ist aus ersten Untergruppe auch das einzige Schiff der Klasse erhalten.
| Name      | Kennung        | Bauwerft          | BauNr. | Kiellegung | Stapellauf | in Dienst | Verbleib                                                                                          |
| --------- | -------------- | ----------------- | ------ | ---------- | ---------- | --------- | ------------------------------------------------------------------------------------------------- |
| Cordelia  | 78, 50, 69     | Pembroke Dockyard | 251    | 21.07.1913 | 23.02.1914 | 1.1915    | im Juli 1923 zum Abbruch verkauft                                                                 |
| Caroline  | 87, 30, 44     | Cammell Laird     | 803    | 28.01.1914 | 29.09.1914 | 4.12.1914 | ab 1924 Drillschiff der Royal Naval Volunteer Reserve (RNVR), ab 2011 Erhaltung als Museumsschiff |
| Carysfort | 88, 31, 22     | Pembroke Dockyard | 252    | 25.02.1914 | 14.11.1914 | 6.1915    | im August 1931 zum Abbruch verkauft                                                               |
| Comus     | 5C, A7, 45, 02 | Swan Hunter       | 951    | 3.11.1913  | 16.12.1914 | 15.5.1915 | im Juli 1934 zum Abbruch verkauft                                                                 |
| Cleopatra | 1A, 40, 88     | Cammell Laird     | 806    | 26.02.1914 | 14.01.1915 | 6.1915    | im Juni 1931 zum Abbruch verkauft                                                                 |
| Conquest  | C0, 48, 37     | Chatham Dockyard  |        | 3.03.1914  | 20.01.1915 | 6.1915    | im August 1930 zum Abbruch verkauft                                                               |

## Calliope-Klasse

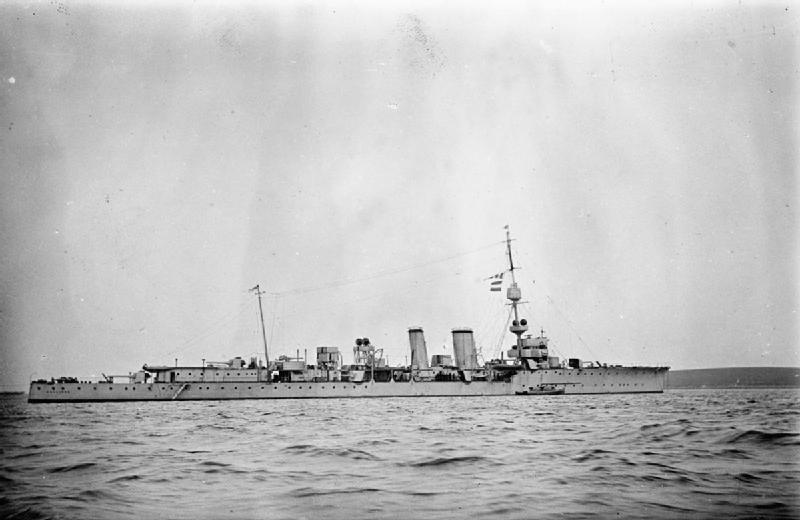
Die Calliope

Calliope und Champion waren die letzten der acht „light armoured cruisers“ des Haushalts 1913. Als erste Kreuzer der Royal Navy erhielten sie Turbinen mit Getriebe. Um Vergleichswerte zu erhalten, wurden die beiden Schiffe mit unterschiedlichen Maschinenanlagen ausgerüstet. Während Calliope die bis dahin übliche Vier-Wellen-Anlage erhielt, verfügte Champion über eine Zwei-Wellen-Anlage. Beide Installationen ermöglichten höhere Geschwindigkeiten bei geringeren Drehzahlen. Dazu wurde die Kesselanlage verändert und auf sechs Kessel reduziert, für die nur zwei Schornsteine benötigt wurden.
Die Calliope-Klasse wird manchmal auch der nachfolgenden Cambrian-Klasse zugerechnet.
Die Ursprungsbewaffnung entsprach der Caroline-Unterklasse. Nur die Torpedoanlage wurde auf zwei Unterwasser-Torpedorohre verändert. Verstärkt war auch die Panzerung seitlich der Maschinenräume auf 102 mm. Auch bei diesen Kreuzern wurde die Bewaffnung im Kriegsverlauf verändert.

Beide Kreuzer nahmen an der Skagerrak-Schlacht teil: auf der Calliope, dem Führungskreuzer der 4th light cruiser squadron, starben 10 Mann nach Treffern des deutschen III. Geschwaders und auf der Champion, dem Führungsschiff der 13th destroyer flotilla, gab es keine Opfer. Die Flottille verlor allerdings zwei Boote und drei weitere erlitten erhebliche Schäden.
Während Calliope als Leichter Kreuzer bis zum November 1929 auf der America/Westindies Station, bei der Atlantic Fleet und der Mediterranean Fleet eingesetzt wurde, diente das Schwesterschiff Champion bis zum Dezember 1933 bei der Torpedo-Schule als Trainingsschiff.
| Name     | Kennung    | Bauwerft         | BauNr. | Kiellegung | Stapellauf | in Dienst  | Verbleib                            |
| -------- | ---------- | ---------------- | ------ | ---------- | ---------- | ---------- | ----------------------------------- |
| Calliope | 76, 23, 78 | Chatham Dockyard |        | 1.01.1914  | 17.12.1914 | 6.1915     | im August 1931 zum Abbruch verkauft |
| Champion | C8, 37, 25 | Hawthorn Leslie  | 472    | 9.03.1914  | 29.05.1915 | 20.12.1915 | im Juli 1934 zum Abbruch verkauft   |

## Cambrian-Klasse

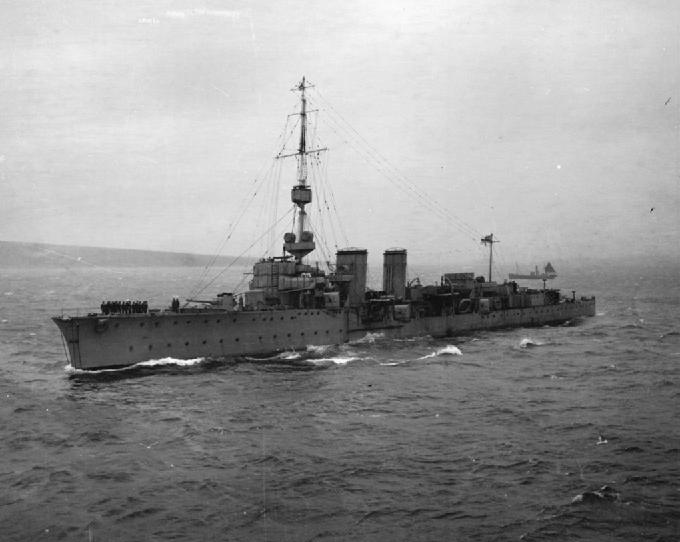
Die Castor

Die vier Kreuzer der Cambrian-Unterklasse wurden als erster Kriegsauftrag im September 1914 bestellt und kamen zwischen November 1915 und Mai 1916 zur Flotte. Sie hatten zwei Schornsteine wie alle Kreuzer der C-Klasse ab der Calliope-Unterklasse. Alle Schiffe verfügten über einen Antrieb mit Getriebe-Turbinen auf vier Wellen der Bauart Parsons bzw. bei der Canterbury der Bauart Brown-Curtis. Die vier Schiffe erhielten im Bau auch zwei 152-mm-Kanonen und acht 102-mm-Kanonen. Schon kurz nach der Indienststellung wurden die beiden vorderen 102-mm-Kanonen gegen ein 152-mm-Geschütz getauscht; nur die zuletzt fertiggestellte Cambrian kam mit dieser Änderung in Dienst. Im Kriegsverlauf wurden weitere 102-mm-Kanonen durch für die Luftabwehr geeignete Geschütze ersetzt.

Bis auf Cambrian nahmen die Kreuzer dieser Unterklasse an der Skagerrak-Schlacht teil. Auf der als Führungsschiff der 11th destroyer flotilla eingesetzten Castor starben 12 Mann nach massiven Beschuss durch die II. Aufklärungsgruppe.
Bei Kriegsende waren die vier Kreuzer mit vier 152-mm-Kanonen, zwei 76-mm-L/45- 20cwt -Mk I-Flak, zwei 2 pdr-pom-pom-Flak sowie zwei 533-mm-Torpedorohr-Zwillingssätzen bewaffnet. Abweichend führte die Canterbury statt der beiden 76-mm-Geschütze ein 102-mm-Flugabwehrgeschütz und zwei Torpedorohr-Drillingssätze. Die vier Kreuzer dienten nach dem Krieg auf verschiedenen Stationen und kamen zwischen November 1929 und Mai 1932 zur Reserveflotte. Letztes aktives Schiff war die Castor bei der Mediterranean Fleet. Bis 1936 wurden die Kreuzer aus dem Dienst der Navy ausgesondert und zum Abbruch verkauft.
| Name       | Kennung    | Bauwerft          | BauNr. | Kiellegung | Stapellauf | in Dienst | Verbleib                            |
| ---------- | ---------- | ----------------- | ------ | ---------- | ---------- | --------- | ----------------------------------- |
| Castor     | C4, 33, 20 | Cammell Laird     | 812    | 28.10.1914 | 28.07.1915 | 11.1915   | im Juli 1936 zum Abbruch verkauft   |
| Constance  | C5, 49, 90 | Cammell Laird     | 813    | 25.01.1915 | 12.09.1915 | 1.1916    | im Januar 1936 zum Abbruch verkauft |
| Canterbury | 0A, 27, 59 | John Brown        | 435    | 14.10.1914 | 21.12.1915 | 5.1916    | im Juli 1934 zum Abbruch verkauft   |
| Cambrian   | A3, 25, 30 | Pembroke Dockyard | 255    | 8.12.1914  | 3.03.1916  | 5.1916    | im Juli 1934 zum Abbruch verkauft   |

## Centaur-Klasse

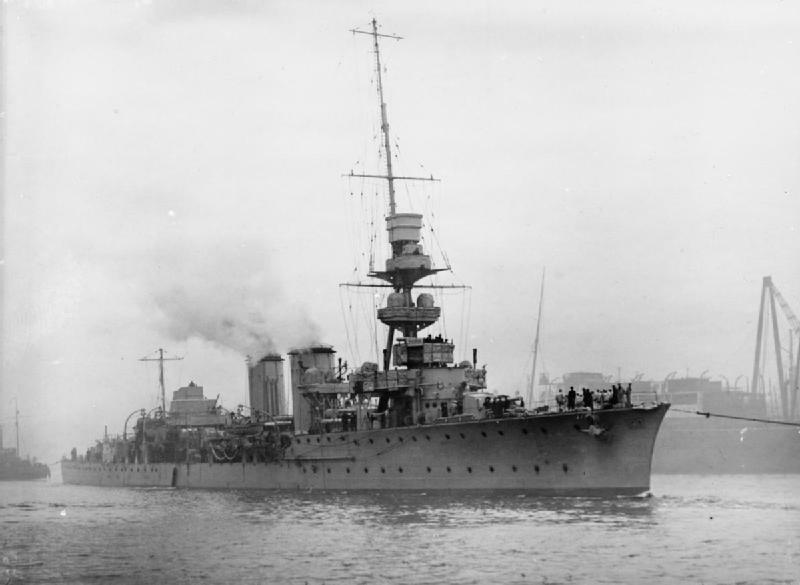
Die Centaur

Die Centaur-Unterklasse wurde im Dezember 1914 bestellt. Der Bau der beiden Kreuzer dieser Untergruppe erfolgte z. T. unter Verwendung von Material, das für den Bau von zwei kleineren Scout Cruisern für das Osmanische Reich vorgesehen war. Centaur und Concord wurden 1916 zu Wasser gelassen und in Dienst gestellt. Die beiden auf dem High Walker Yard der Firma Armstrong Whitworth in Newcastle entstehenden Kreuzer entsprachen weitgehend der Cambrian-Unterklasse. Allerdings war der Umfang der Panzerung umfassender und der Abstand zwischen dem Vormast und Schornsteinen größer.

Wichtige Änderung war die Hauptbewaffnung mit fünf einzelnen 6 Zoll-Geschützen. Die fünf 152-mm-Kanonen wurden auf der Mittellinie der Schiffe auf dem Vorschiff vor dem Brückenhaus, zwischen Vormast und vorderem Schornstein, zwischen dem zweiten Schornstein und dem Hauptmast sowie achtern übereinander aufgestellt. Gesteuert wurde die Hauptbewaffnung von einem neuen Leitstand auf dem vorderen Mast, der als Dreibeinmast ausgeführt wurde. Ihre Bewährung führte zu ähnlichen Änderungen auf den zuvor gefertigten Unterklassen. Auch diese beiden Kreuzer hatten eine auf zwei Unterwasser-Breitseitsrohre beschränkte Torpedobewaffnung.

Als erste Leichte Kreuzer mit einer einheitlich schweren Bewaffnung wurden sie nach der Zuweisung zur Harwich Force scherzhaft als 'Tyrwhitt's dreadnoughts’ bezeichnet.

Centaur diente vom April 1925 bis zum August 1932 als Flaggschiff des Befehlshabers der Zerstörer der Atlantic Fleet und Concord in Portsmouth als Trainingsschiff bei der Signals School bis zum Dezember 1932, bevor beide Kreuzer der Reserve zugeordnet und 1934/35 abgebrochen wurden.
| Name    | Kennung    | Bauwerft            | BauNr. | Kiellegung | Stapellauf | in Dienst  | Verbleib                             |
| ------- | ---------- | ------------------- | ------ | ---------- | ---------- | ---------- | ------------------------------------ |
| Centaur | 36, 34, 10 | Armstrong Whitworth | 888    | 24.01.1915 | 6.01.1916  | 26.08.1916 | im Februar 1934 zum Abbruch verkauft |
| Concord | 2A, 46, 15 | Armstrong Whitworth | 889    | 1.02.1915  | 1.04.1916  | 1.12.1916  | im August 1935 zum Abbruch verkauft  |

## Caledon-Klasse

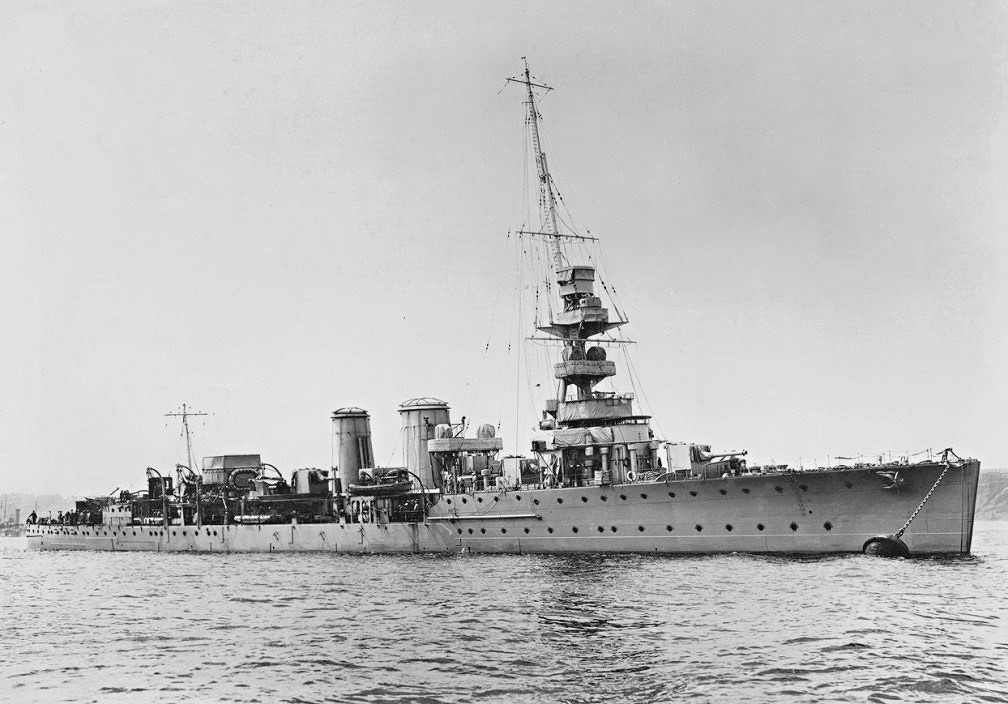
Die Calypso

Die Kreuzer der Caledon-Unterklasse wurden im Dezember 1915 als sechs verbesserte Kreuzer ('Improved Centaur') der vorangegangenen Unterklasse bestellt und vier kamen 1917 zur Flotte. Der Schiffsrumpf war leicht verändert, erkennbar an der veränderten Bugform. Die Länge betrug jetzt 136,16 m über alles (129,54 m p.p.), die maximale Breite 13 m und der Tiefgang 4,54 (max. 4,95) m. Die vorherige Rumpfform hatte zu einem sehr nassen Vorschiff geführt und den Einsatz der dort installierten Waffen stark eingeschränkt; auch die neue Form führte zu keiner durchgreifenden Verbesserung. Zwei Bestellungen wurden als Schiffe der nachfolgenden Ceres-Gruppe fertiggestellt.
Die Hauptbewaffnung bestand aus fünf 6-Zoll-Kanonen, zwei 3-Zoll-Flak, vier 3-pdr-Geschützen und einem Maschinengewehr. Die verstärkte Torpedobewaffnung umfasste jetzt acht Rohre in vier Zwillingssätzen an Deck. Vier der 6-Zoll-Kanonen standen auf gleicher Deckshöhe auf dem Vorschiff, zwischen der Brücke und den Schornsteinen, hinter diesen und auf dem Achterdeck hinter dem Hauptmast. Das fünfte Geschütz war auf dem niedrigeren Achterdecksteil installiert. Die schweren 3-Zoll-Flak standen an den Seiten des vorderen Schornsteins. Die Torpedorohrsätze standen versetzt nahe den Bordseiten hinter den Schornsteinen. Ihre Schusswinkel waren auf eine Breitseite beschränkt.
Die Schiffe waren auf der vollen Schiffslänge gepanzert. Mit 76 mm war der Bereich der Maschine am stärksten geschützt, die Panzerung nahm nach hinten auf 51 mm und zum Bug auf 38 mm ab.
Außer Cassandra waren die drei anderen Kreuzer der Untergruppe am 17. November 1917 am 2. Gefecht bei Helgoland beteiligt. Caledon und Calypso erhielten schwere Treffer. Von den fünf Toten auf der Caledon wurde einer posthum mit dem Caledon Victoria-Kreuz ausgezeichnet. Auf der Calypso wurde die Brücke getroffen, und 10 Mann einschließlich des Kommandanten starben.

Die Cassandra war wenige Wochen nach der Beendigung des Ersten Weltkriegs der erste Verlust der Klasse, als sie bei der Unterstützung der Baltischen Staaten in der Ostsee auf eine Mine lief. Im Dezember 1918 gaben Caradoc und Calypso estnischen Truppen Artillerieunterstützung im Kampf gegen bolschewistische Truppen und eroberten mit den Zerstörern Vendetta, Vortigern und Wakeful die russischen Zerstörer Avtroil und Spartak, die den Esten als Kern einer eigenen Marine überlassen wurden.
Die Caradoc wurde zwischen den Kriegen im Mittelmeer (2.19 bis 11.26), Amerika/Westindien/Südamerika (10.28 bis 2.30) und China (1927, 7.30 bis 8.34) eingesetzt und diente zuletzt als Boy Trainings Ship. Zu den verbliebenen Schwesterschiffen siehe die Schiffs-Artikel Caledon und Calypso.
Aus der Reserveflotte wurden Caledon und Calypso zuerst bei der Northern Patrol eingesetzt und kamen dann ins Mittelmeer, wo die Calypso am 12. Juni 1940 als erstes britisches Schiff durch die italienische Marine versenkt wurde.
Caledon wurde im Krieg (9.42-12.43) noch zum Flakkreuzer umgebaut und war zuletzt in der Ägäis zur Unterstützung der Griechen im Einsatz, ehe sie im Frühjahr 1945 in die Heimat zurückkehrte und abgerüstet wurde. Die nicht umgebaute Caradoc war zur Sicherung des eigenen Handelsverkehrs und gegen die Schifffahrt der Achsenmächte im Nordatlantik und bei der Eastern Fleet im Einsatz. Zuletzt war sie stationäres Flaggschiff der East Indies Fleet in Colombo. Sie kehrte im Dezember 1945 in die Heimat zurück. Die beiden letzten Kreuzer der Unterklasse wurden dann ausgesondert und zum Abbruch verkauft.
| Name      | Kennung         | Bauwerft        | BauNr. | Kiellegung | Stapellauf | in Dienst  | Verbleib                                                                             |
| --------- | --------------- | --------------- | ------ | ---------- | ---------- | ---------- | ------------------------------------------------------------------------------------ |
| Caledon   | 69, 22, 65, D53 | Cammell Laird   | 828    | 17.03.1916 | 25.11.1916 | 6.03.1917  | ab Dezember 1943 Flugabwehrkreuzer, im Januar 1948 zum Abbruch verkauft              |
| Cassandra | 3C, 32, 04      | Vickers, Barrow | 456    | 3.1916     | 25.11.1916 | 6.1917     | am 5. Dezember 1918 in der Ostsee nach Minentreffer gesunken                         |
| Caradoc   | A0, 28, 55, D60 | Scott’s         | 476    | 21.02.1916 | 23.12.1916 | 16.06.1917 | im April 1944 Wohnschiff, im Mai 1946 zum Abbruch verkauft                           |
| Calypso   | 24, 82, D61     | Hawthorn Leslie | 486    | 7.02.1916  | 24.01.1917 | 21.06.1917 | am 12. Juni 1940 durch das italienische U-Boot Bagnolini südlich von Kreta versenkt. |

## Ceres-Klasse

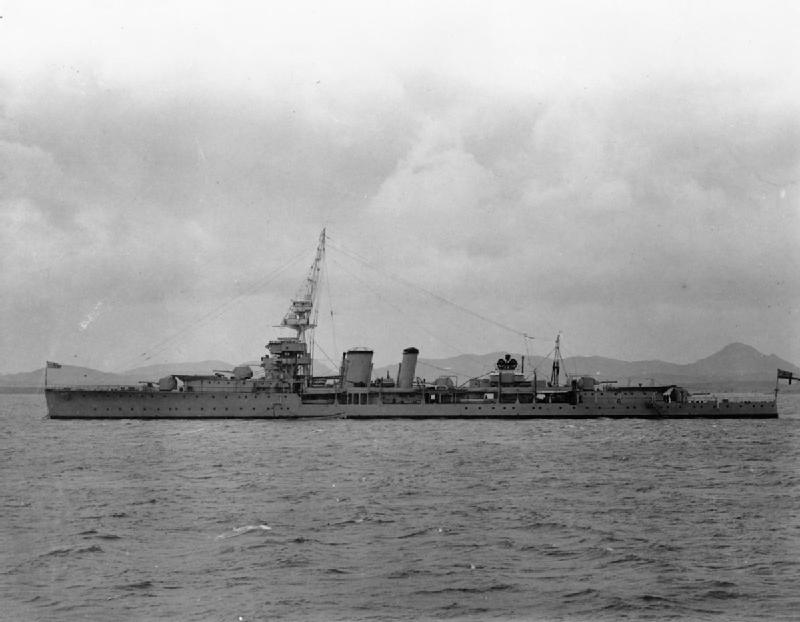
Die Ceres

Die Kreuzer der Ceres-Unterklasse wurden im Frühjahr 1916 bestellt und 1917/1918 in Dienst gestellt. Wieder wurde das Vorschiff leicht verändert und der Rumpf etwa 20 cm breiter. Die Kreuzer erhielten die gleiche Bewaffnung wie ihre Vorläufer, aber in einer verbesserten Aufstellung. Das größere Brückenhaus und der Dreibeinmast wurden weiter nach hinten versetzt. Die Position des zweiten Geschützes wurde von der eingeschränkten Position zwischen Brückenhaus und Schornsteinen auf eine neue erhöhte Position vor der Brücke auf einem Deckshaus verlegt, was die Feuerkraft nach vorn erheblich verstärkte. Auch die Torpedorohr-Sätze bekamen veränderte Positionen, da der vordere Zwillingsatz an Backbord weiter vorn aufgestellt wurde. Außer der besseren Verteilung der Feuerkraft blieb die Bewaffnung und die Panzerung gleich. Alle fünf Schiffe hatten eine Zwei-Wellen-Antriebsanlage, aber nur die bei Vickers gebaute Curlew erhielt Parsons-Getriebeturbinen. Die anderen Schiffe erhielten Turbinen vom Typ Brown-Curtis.
Alle fünf Schiffe der Klasse kamen bis zum Februar 1918 in den Dienst der Royal Navy und wurden noch im Ersten Weltkrieg eingesetzt. So waren Ceres und Cardiff am 17. November 1917 in der 6th Light Cruiser Squadron am 2. Gefecht bei Helgoland beteiligt. Cardiff wurde getroffen und auf ihr starben 7 Mann.

Die zuletzt im Mittelmeer eingesetzten Coventry und Curlew waren 1935 die Prototypen für die Umrüstung der Schiffe zu Flakkreuzern, deren positive Bewertung den Plan der Umrüstung aller Kreuzer der C-Klasse auslöste. Der Umbau der ab Dezember in Portsmouth als Artillerie-Schulschiff eingesetzten Curacoa wurde kurz vor Kriegsausbruch noch begonnen und in den ersten Kriegsmonaten durchgeführt. Die drei zu Flakkreuzern umgebauten Schiffe gingen im Krieg verloren.

Cardiff, 1938 bis April 1939 noch auf der China Station eingesetzt, und Ceres, nach Einsatz im Mittelmeer seit Ende 1932 in der Reserve, wurden nicht wie geplant umgebaut und überlebten den Krieg. Zuerst wurden beide in der Heimat eingesetzt, ab Herbst 1940 diente Cardiff als Artillerie-Schulschiff in der Heimat. Ceres gelangte über das Mittelmeer zur Eastern Fleet, wo sie bis zum Herbst 1943 im Einsatz blieb. Während der Invasion in der Normandie wurde sie als Kontrollschiff eingesetzt. Beide Kreuzer erhielten während des Kriegs noch eine verstärkte leichte Flak-Bewaffnung. Cardiff verfügte über modernisierte 76-mm-Geschütze und sechs 20-mm-Oerlikon Maschinenkanonen anstelle der 3-pdr. Auf der Ceres wurden alle Flakgeschütze durch vierzehn einzelne 20-mm-Oerlikon Maschinenkanonen ersetzt. Nach dem Kriegsende wurden beide Kreuzer ausgesondert und abgebrochen.
| Name     | Kennung         | Bauwerft          | BauNr. | Kiellegung | Stapellauf | in Dienst  | Verbleib                                                                           |
| -------- | --------------- | ----------------- | ------ | ---------- | ---------- | ---------- | ---------------------------------------------------------------------------------- |
| Ceres    | 66, 36, 58, D59 | John Brown        | 459    | 11.07.1916 | 24.03.1917 | 1.06.1917  | im April 1946 zum Abbruch verkauft                                                 |
| Cardiff  | 29, 39, D58     | Fairfield’s       | 526    | 22.07.1916 | 12.04.1917 | 25.06.1917 | im Januar 1946 zum Abbruch verkauft                                                |
| Curacoa  | A7, 62, D41     | Pembroke Dockyard | 257    | 7.1916     | 5.05.1917  | 10.02.1918 | ab 1940 Flakkreuzer; am 2. Oktober 1942 nach Kollision mit der Queen Mary gesunken |
| Curlew   | 80, 3C, 48, D42 | Vickers           | 497    | 21.08.1916 | 3.07.1917  | 14.12.1917 | seit 1938 Flakkreuzer; am 26. Mai 1940 durch die Luftwaffe im Ofotfjord versenkt   |
| Coventry | 4C, 61, D43     | Swan Hunter       | 1035   | 4.08.1916  | 6.07.1917  | 21.02.1918 | ab 1937 Flakkreuzer; am 14. September 1942 vor Tobruk durch Luftangriff versenkt   |

## Carlisle-Klasse

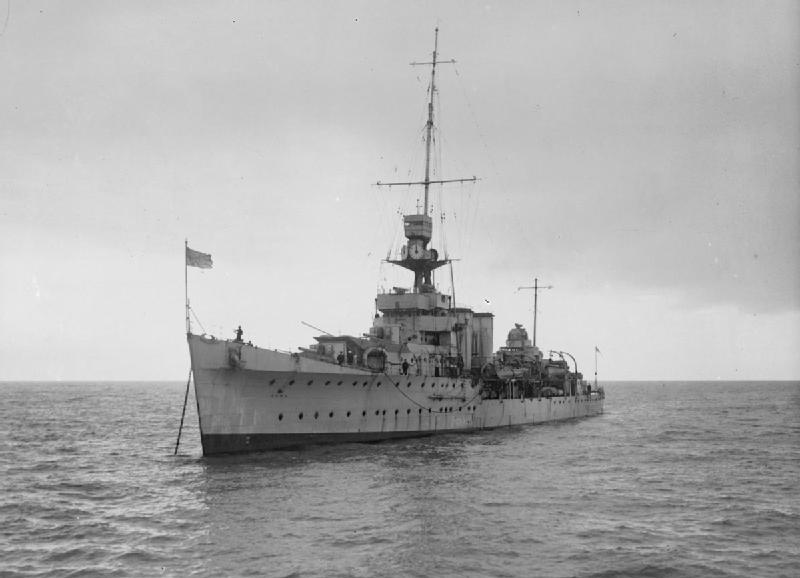
Die Calcutta mit Trawlerbug

Die fünf Kreuzer der Carlisle-Unterklasse wurde im Juni 1917 als Teil des War Emergency Programme bestellt. Sie waren eine Wiederholung der Ceres-Unterklasse mit einem um 1,5 m hochgezogenen Trawler-Bug, der die Länge über alles um einen halben Meter erhöhte und die vorderen Geschütze vor überkommenden Wasser schützen sollte. Bewaffnet waren sie mit fünf einzelnen 6-Zoll-Kanonen als Hauptbewaffnung, zwei 3-Zoll-, vier 3-pdr- und zusätzlich 2-Pfünder-Flakgeschützen sowie vier Torpedorohr-Zwillingen. Der vor der Brücke bislang bei allen Kreuzern der C-Klasse aufgestellte Kommandoturm fiel weg. In den Dienst der Navy kamen sie zwischen 1918 und 1922. Mit Parsons-Getriebeturbinen waren Cairo, Calcutta und Capetown ausgerüstet; Carlisle und Colombo erhielten Getriebeturbinen vom Typ Brown-Curtis.
Die zuletzt fertiggestellte Capetown lief 1919 bei Cammell Laird vom Stapel und wurde dann zur Endausrüstung zum Pembroke Dockyard geschleppt. Ähnlich wurde auch bei anderen nicht fertiggestellten Neubauten verfahren, um die Staatswerften besser auszulasten.
Nach der Entscheidung, auf Grund der günstigen Ergebnisse der Prototypen Coventry und Curlew, auch die anderen elf Kreuzer der C-Klasse bis 1940 zu Flakkreuzern umzubauen, begann das Programm 1938 mit dem Umbau von Cairo, zuletzt bis November 1937 Flaggschiff des Führers der Zerstörer der Home Fleet, und der seit 1931 der Reserve zugeteilten Calcutta. Beider Umbau wurde in der ersten Hälfte von 1939 abgeschlossen. Zu den in dieser Zeit begonnenen zwei weiteren Umbauten gehörte die Carlisle, die von 1929 bis März 1937 auf der South Africa Station eingesetzt war, die Anfang 1940 einsatzbereit war.

Von diesen ging bei der Räumung von Kreta am 1. Juni 1941 die Calcutta durch Bombentreffer verloren, wo auch weitere Flakkreuzer im Einsatz waren. Während der Operation Pedestal zur Versorgung von Malta wurde die Cairo am 12. August 1942 in der Straße von Sizilien versenkt. Die Carlisle wurde am 9. Oktober 1943 durch Luftwaffe nahe Karpathos schwer beschädigt bei einem Vorstoß gegen die deutschen Verstärkungsgeleitzüge während des Dodekanes-Feldzuges. Der sie begleitende Geleitzerstörer Rockwood nahm sie zwar in Schlepp und der Kreuzer konnte nach Alexandria eingebracht werden. Vier direkte Treffer und zahlreiche Nahtreffer hatten den Kreuzer in einen Totalschaden verwandelt das nur noch als Depotschiff im Hafen nutzbar war.

Da die Royal Navy bei Kriegsausbruch das Umbauprogramm der C-Klasse unterbrach, wurden Colombo (seit Ende 1935 in der Reserve nach Einsatz in Indien) und Capetown  (seit Herbst 1938 in der Reserve nach Einsatz in China) als Leichte Kreuzer in der Sicherung des eigenen Handelsverkehrs und zur Beobachtung von Schiffsbewegungen der Achsenmächte eingesetzt. Die Capetown wurde am 8. April 1941 von einem italienischen Schnellboot nahe Massawa torpediert und die Instandsetzung in Bombay zog sich bis zum Juli 1942 hin. Das Schwesterschiff Colombo wurde ab August 1942 bis zum Juni 1943 beim Devonport Dockyard doch noch zum Flakkreuzer mit einer erneut veränderten Bewaffnung umgebaut, der bis zum April 1945 im Mittelmeer im Einsatz blieb. Die wieder in die Heimat verlegte Capetown diente während der alliierten Invasion in der Normandie noch als Kontrollschiff für den Entladungsablauf in den künstlichen Häfen am amerikanischen Landungsabschnitt wurde im Herbst 1944 aus dem aktiven Dienst entlassen.
| Name                   | Kennung | Bauwerft                        | BauNr. | Kiellegung | Stapellauf | in Dienst  | Verbleib |
| ---------------------- | ------- | ------------------------------- | ------ | ---------- | ---------- | ---------- | --- |
| Carlisle (ex Cawnpore) | 41, D67 | Fairfields                      | 580    | 2.10.1917  | 9.07.1918  | 11.11.1918 | ab 1939 Flakkreuzer; am 9. Oktober 1943 durch Luftwaffe nahe Karpathos schwer beschädigt, nicht repariert, Depotschiff in Alexandria, Abbruch in Alexandria ab 1948. |
| Calcutta               | 74, D82 | Vickers, Barrow                 | 548    | 18.10.1917 | 9.07.1918  | 28.08.1919 | ab 1939 Flakkreuzer; bei der Räumung von Kreta am 1. Juni 1941 durch die Luftwaffe versenkt                                                                          |
| Cairo                  | 97, D87 | Cammell Laird                   | 870    | 28.11.1917 | 19.11.1918 | 23.09.1919 | ab 1939 Flakkreuzer; am 12. August 1942 durch das italienische U-Boot Axum versenkt.                                                                                 |
| Colombo                | 7A, D89 | Fairfields                      | 581    | 8.12.1917  | 18.12.1918 | 18.06.1919 | ab 1943 Flakkreuzer; im Januar 1948 zum Abbruch verkauft |
| Capetown               | 88, D88 | Cammell Laird Pembroke Dockyard | 871    | 23.02.1918 | 28.06.1919 | 11.04.1922 | im April 1946 zum Abbruch verkauft |

## Umbauten
In den 1930er-Jahren wurde deutlich, das die Kreuzer nicht mehr den internationalen Standards und den Ansprüchen der Navy genügten. Aus Budget-Gründen bemühte sich die Navy, die bei vielen Typen vorhandenen älteren Schiffe zu modernisieren. Ein Vorschlag für die C-Klasse war der Umbau zu Flakkreuzern.
Als Prototypen wurden Coventry und Curlew der Ceres-Unterklasse umgebaut. Bei den Prototypen wurde die Bewaffnung völlig ausgetauscht und die Aufbauten und Masten verändert. Die neue Bewaffnung bestand aus zehn einzelnen 102-mm-L/45-Mk.V-Mehrzweckgeschützen. Dazu wurden zwei Positionen für mehrläufige 2-pdr-Flakgeschütze vorbereitet, da mit deren Installation wegen des hohen Bedarfs nicht fest gerechnet werden konnte. Coventry erhielt schließlich zwei und Curlew eine Achtfach-2-pdr-„pompom“. Die Tests mit den ab Ende 1936 bzw. April 1937 zur Verfügung stehenden Einheiten wurden positiv beurteilt und führten zur Entscheidung, alle verbliebenen elf Einheiten zu Flakkreuzern umzubauen.

Das Programm hatte keine hohe Priorität und 1938 wurde nur der Umbau von Cairo und Calcutta begonnen. Die Umbauten sollten jetzt 102-mm-Mk.XVI-Zwillingsgeschütze und eine Vierfach-„pompom“ erhalten. Die beiden ersten Standard-Umbauten kamen im Mai und Juli 1939 wieder zur Flotte.

Vor dem Kriegsausbruch wurde 1939 noch der Umbau von Carlisle und Curacoa begonnen, die bis April 1940 einsatzbereit wurden. Der Kriegsbeginn führte zur Rückstellung weiterer Umbauten, da die Fertigung von Neubauten und dann auch die Reparatur vorhandener Schiffe die Kapazitäten britischer Werften auslastete.
Nach dem Verlust der Curlew während des Unternehmens Weserübung 1940 ging 1941, erneut durch die deutsche Luftwaffe, beim intensiven Einsatz der Flakkreuzer während der Räumung Griechenlands und Kretas die Calcutta verloren.
Am 12. August 1942 versenkte das italienische U-Boot Axum die Cairo aus einem Versorgungskonvoi für Malta.
Am 14. September 1942 ging die bei ihren Einsätzen seit 1940 schon mehrfach beschädigte Coventry beim Rückzug von einer amphibischen Operation gegen die nordafrikanische Küste nahe Tobruk durch einen Luftangriff verloren.
Am 2. Oktober 1942 wurde die Curacoa Opfer eines Unfalls, als der Kreuzer von der mit hoher Fahrt laufenden Queen Mary beim Marsch in den Nordkanal überlaufen wurde.

Die Carlisle  wurde am 9. Oktober 1943 durch Luftwaffe nahe Karpathos so schwer beschädigt, dass eine Reparatur nicht in Betracht kam.
1942 wurde das Umbauprogramm noch mal gestartet, als Colombo und Caledon doch noch umgebaut wurden. Deren Bewaffnung unterschied sich von den vorhergehenden Umbauten mit nur drei 102-mm-Zwillingsgeschützen. Colombo erhielt dazu zwei 40-mm-L/56-Bofors-Zwillingsgeschütze sowie drei Zwillings- und zwei einzelne 20-mm-Oerlikon-Maschinenkanonen neben einer umfangreichen Radaranlage. Caledon verfügte zuletzt über drei 102-mm-Zwillingsgeschütze, zwei 40-mm-L/60-Mk.IV Hazemeyer-Zwillinge, sechs einzelne 40-mm-Bofors und eine 20-mm-Oerlikon.

Nur die beiden letzten Umbauten überstanden den Weltkrieg. Die anderen Umbauten gingen im Krieg verloren.

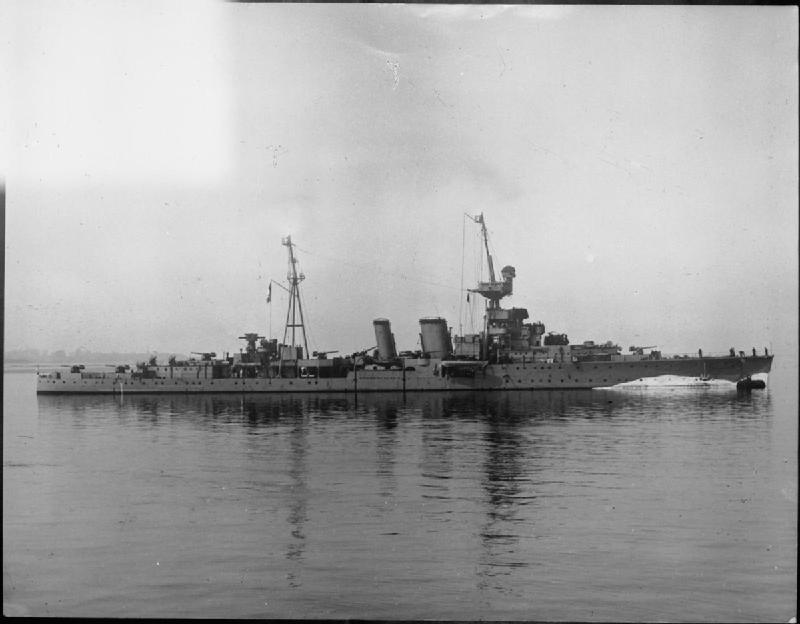
Der Flakkreuzer-Prototyp Coventry
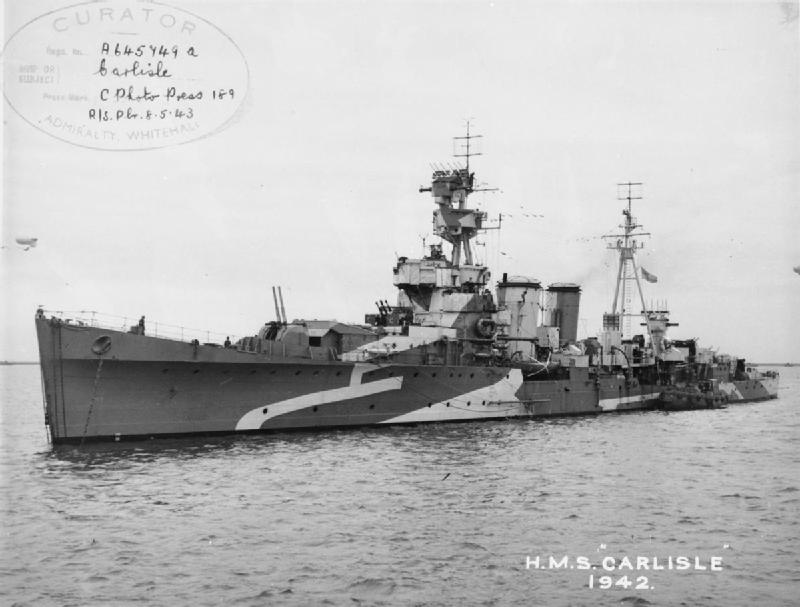
Die Carlisle nach Umbau zum Flakkreuzer
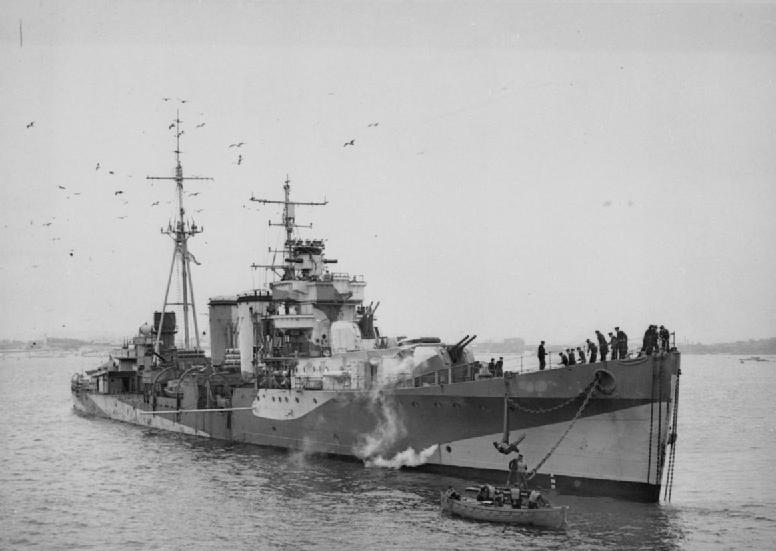
Die Colombo nach Umbau zum Flakkreuzer

### Flak-Kreuzer
| Name          | Bauwerft      | fertig   | Umbau      | bis        | Endschicksal                                                                                     |
| ------------- | ------------- | -------- | ---------- | ---------- | ------------------------------------------------------------------------------------------------ |
| Vorläufer     |               |          |            |            |                                                                                                  |
| Coventry      | Swan Hunter   | 2./1918  | Portsmouth | 15.11.1936 | am 14. September 1942 durch Luftwaffe im Mittelmeer versenkt                                     |
| Curlew        | Vickers       | 12./1917 | Catham     | 5.1937     | am 26. Mai 1940 durch Luftwaffe vor Norwegen versenkt                                            |
| Einheitsumbau |               |          |            |            |                                                                                                  |
| Cairo         | Cammell Laird | 10./1919 | Portsmouth | 5./1939    | am 12. August 1942 durch italienisches U-Boot Axum versenkt                                      |
| Calcutta      | Vickers       | 8./1919  | Chatham    | 7./1939    | am 1. Juni 1941 durch Luftwaffe im Mittelmeer versenkt                                           |
| Carlisle      | Fairfield     | 11./1918 | Chatham    | 1./1940    | am 9. Oktober 1943 durch Luftwaffe schwer beschädigt, nicht repariert, Depotschiff in Alexandria |
| Curacoa       | Pembroke      | 2./1918  | Chatham    | 4./1940    | am 2. Oktober 1942 von der Queen Mary gerammt und gesunken                                       |
| modifiziert   |               |          |            |            |                                                                                                  |
| Colombo       | Fairfield     | 7./1919  | Devonport  | 6./1943    | im Januar 1948 zum Abbruch verkauft.                                                             |
| Caledon       | Cammell Laird | 3./1917  | Chatham    | 12./1943   | im Januar 1948 zum Abbruch verkauft.                                                             |